# جب مخزوم
جب مخزوم قرية سوريّة تتبع إداريّاً لمحافظة حلب منطقة منبج ناحية أبو كهف، بلغ تعداد سكانها 1,378 نسمة حسب التعداد السكاني لعام 2004.